# بخش مرکزی شهرستان قائم‌شهر
بخش مرکزی شهرستان قائم‌شهر یکی از بخش‌های شهرستان قائم‌شهر در استان مازندران در شمال ایران است.

## تقسیمات کشوری
- بخش مرکزی قائم‌شهر
  - دهستان بالاتجن
  - دهستان بیشه‌سر (قائم‌شهر)
  - دهستان علی‌آباد (قائم‌شهر)
  - دهستان نوکندکلا
  - دهستان کوهساران (قائم‌شهر)

شهرها: قائم‌شهر، ارطه

## جمعیت
بنابر سرشماری مرکز آمار ایران، جمعیت بخش مرکزی شهرستان قائم شهر در سال ۱۳۸۵ برابر با ۲۷۷۰۵۹ نفر بوده‌است.